# محمود المشهداني
محمود المشهداني (ولد في 20 أيار/مايو 1948) هو سياسي عراقي والرئيس الحالي لمجلس النواب العراقي. كان أول رئيس للبرلمان العراقي بعد الغزو الأميركي للبلاد. ترأس مجلس النواب العراقي من عام 2006 إلى عام 2009 وانتخب مرةً أخرى في 31 أكتوبر 2024، كما انتخب رئيسًا للاتحاد البرلماني العربي عام 2008.

## حياته
ولد محمود داود سلمان موسى المشهداني في بغداد عام 1948 وأكمل دراسته الابتدائية والثانوية فيها. التحق بكلية الطب عام 1966 وحصل على البكالوريوس من كلية الطب وتخرج برتبة ملازم أول طبيب عام 1972، وعمل كطبيب في الجيش العراقي.
شارك المشهداني في العملية السياسية بعد عام 2003، فهو أول رئيس لمجلس النواب بعد سقوط حكم الرئيس صدام حسين، كان رئيسًا المكتب السياسي لمنظمة الدعوة والإرشاد وشارك عضوا في تأسيس مجلس الحوار الوطني عام 2004 كما انتخب عضوا في لجنة صياغة الدستور في العام نفسه. بعد فوزه بعضوية مجلس النواب العراقي انتخب رئيسا للمجلس في 16 آذار/مارس 2006 حتى 23 كانون الأول/ديسيمبر عام 2008. وانتخب رئيسا للاتحاد البرلماني العربي عام 2008.
في 6 أيلول/سبتمبر 2006 أعرب المشهداني عن قلقه البالغ إذا فشلت محاولات الحكومة العراقية للمصالحة الوطنية. وقال «أمامنا ثلاثة إلى أربعة أشهر وإذا لم تنجو البلاد من هذا فإن القارب سيغرق».
في 10 حزيران/يونيو 2007 وافقت الكتل السياسية في العراق على استبدال المشهداني على الأرجح بنائب سنّي آخر. وتم التوصل إلى توافق بعد أنباء عن اعتداء حراس المشهداني على نائب شيعي. وكان المشهداني قد وصف بشكل مثير للجدل الانتحاريين الذين يقتلون الجنود الأمريكيين المحتلين للعراق بأنهم «أبطال».
في 17 كانون الأول/ديسمبر 2008 أعلن أنه سيستقيل من منصبه بسبب الفوضى التي اندلعت في البرلمان بين المشرعين المختلفين في وجوب إطلاق سراح الصحفي منتظر الزيدي من السجن بعد أن ألقى حذاءه على الرئيس جورج دبليو بوش في مؤتمر صحفي مع رئيس الوزراء نوري المالكي). وقبل البرلمان العراقي استقالته في 23 كانون الأول ديسمبر.

## أعماله الأدبية
- صدر له ديوان شعر (عندما تذبل ورود الزعفران) عام 2007.
- صدر له كتاب مقالات ورؤى في الوطنية والحياة وسفر ختام الخواتيم من عهد الحزن القديم في العام 2011 عن دار نينوى للطباعة والنشر
- صدرت له مجموعات شعرية وأخرى نثرية عام 2011 عن دار نينوى للطباعة والنشر